# Penicillium roqueforti
Penicillium roqueforti, або пеніцил рокфорний — сапротрофний гриб роду Penicillium. Поширений у природі, його можна виділити з ґрунту, гниючих органічних речовин та рослин.
Основним промисловим використанням цього гриба є виробництво блакитних сирів, ароматизаторів, протигрибкових засобів, полісахаридів, протеаз та інших ферментів. Гриб є складовою частиною сирів рокфор, стілтон, данаблю, кабралес, горгондзола та інших блакитних сирів, які, наскільки відомо, люди споживають приблизно з 50 року н. е.; блакитний сир згадується в літературі вже у 79 р. н. е., коли Пліній Старший відзначив його насичений смак. Інші блакитні сири виготовляються з Penicillium glaucum.

## Класифікація
Вперше описаний американським мікологом Чарльзом Томом у 1906 р, P. roqueforti спочатку був неоднорідним видом синьо-зелених, спорулюючих грибів. Вони були згруповані в різні види на основі фенотипних відмінностей, але пізніше їх об'єднали в один вид Кеннет Рейпер та Том (1949). Групу P. roqueforti було перекласифіковано в 1996 році за молекулярним аналізом послідовностей рибосомних ДНК. Раніше поділявся на два різновиди — сироварний (P. roqueforti var. roqueforti) і патулінний (P. roqueforti var. carneum). Тепер же P. roqueforti був перекласифікований у три види: P. roqueforti, P. carneum, і P. paneum. Повністю розшифрований геном P. roqueforti було опубліковано у 2014 році.

## Опис
Оскільки цей гриб не утворює видимих плодоносних тіл, описи ґрунтуються на макроморфологічних характеристиках грибкових колоній, що ростуть на різних стандартних агарових середовищах, та на мікроскопічних характеристиках. При вирощуванні на агарі Чапека або на агарі дріжджового екстракту сахарози (ДА) колонії P. roqueforti зазвичай становлять 40 мм у діаметрі, від оливково-коричневого до тьмяно-зеленого (темно-зеленого до чорного кольору на зворотному боці агарової пластини), з барвистою текстурою. Колонії, вирощені на солодовому екстракті, мають 50 мм в діаметрі, тьмяно-зеленого кольору (від бежевого до сірувато-зеленого кольору на зворотному боці), з павутинними (з багатьма павутинними волокнами) полями. Ще однією характерною морфологічною ознакою цього виду є утворення безстатевих спор у фіалідах із відмінною щіткоподібною конфігурацією.
Було знайдено докази статевої стадії у P. roqueforti, яка частково ґрунтується на наявності функціональних генів спаровування та більшості важливих генів, які, як відомо, беруть участь у мейозі. У 2014 році дослідники повідомили про стимулювання зростання статевих структур у P. roqueforti, включаючи аскогонію, клейстотецію та аскоспори. Генетичний аналіз та порівняння багатьох різних штамів, виділених із різних середовищ всього світу, свідчать про те, що це генетично різноманітний вид.
P. roqueforti відомий тим, що є однією з найпоширеніших форм цвілі, яка призводить до псування силосу. Це також одна з декількох форм цвілі, які можуть зіпсувати хліб.

## Використання
Головним промисловим використання цього виду є виробництвом блакитних сирів, таких як його тезка рокфор, бле-де-брес, бле-дю-веркор-сасенаж, бредіблю, кабралес, камбоцола, кешел блю, данаблю, польський рокпол із коров'ячого молока, Фурм д'Амбер, Фурм-де-Монбрізон, ланарк блю, шропшир-блю і стілтон, а також деяких сортів блю д'Овернь і горгондзола. (Інші сині сири, включаючи бле-де-жекс і рошбарон, використовують Penicillium glaucum).
Штами мікроорганізму також використовуються для отримання сполук, які можна використовувати як антибіотики та ароматизатори. Їх текстура хітинова.

## Вторинні метаболіти
Значна кількість даних свідчить про те, що більшість штамів за певних умов росту здатні виробляти шкідливі вторинні метаболіти (алкалоїди та інші мікотоксини).
У блакитних сирах містяться вторинні метаболіти P. roqueforti, названі андрастинами A-D. Андрастини інгібують білки, які беруть участь у витіканні протиракових препаратів із ракових клітин, стійких до багатьох лікарських препаратів.
P. roqueforti також продукує нейротоксин рокфортин С. Однак рівень рокфортину C у виготовленому сирі, зазвичай занадто низький, щоб викликати токсичну дію. Організм також може бути звиклим для утворення протеаз і спеціальних хімікатів, таких як метил-кетони, в тому числі 2-гептанон.